# 1969 au cinéma
| Années du cinéma : 1966 - 1967 - 1968 - 1969 - 1970 - 1971 - 1972    |
| Décennies du cinéma : 1930 - 1940 - 1950 - 1960 - 1970 - 1980 - 1990 |

Cet article présente les faits marquants de l'année 1969 au cinéma.

## Événements
- 10 janvier : En France, la Commission de contrôle interdit une projection de L'Heure des brasiers de Fernando Solanas.
- 21 janvier : La Cour d'appel administrative rend sa décision dans l'affaire opposant Jean-Pierre Mocky à Gaumont (v. 1968 au cinéma). Elle infirme les précédentes ordonnances et donne raison au distributeur.
- 11 avril : L'Italie interdit le film Je suis curieuse de Vilgot Sjöman, également interdit en Belgique. En revanche, le film est autorisé aux États-Unis sans coupures après maintes controverses.
- 15 avril : Le producteur américain Carl Foreman décide se retirer du jury du Festival de Cannes pour protester contre la censure française de son dernier film L'Or de MacKenna. Il est remplacé au pied-levé par Stanley Donen.
- 21 juin : La projection du film Le Vent des Aurès, première fiction algérienne, se trouve empêchée dans plusieurs grandes villes de France (Marseille, Toulouse, Nice…) sous la pression de manifestants pieds noirs.
- 1er juillet : suppression de la censure des films au Danemark.
- 12 juillet : Le film Blue Movie d'Andy Warhol est saisi par la police new-yorkaise pour obscénité.
- 21 juillet-1er août : Festival panafricain en Algérie.
- 9 septembre : Plusieurs bombes fumigènes interrompent des séances du film Z de Costa-Gavras dans des salles parisiennes.
- 23 octobre : La Commission des affaires culturelles de l'Assemblée Nationale est l'objet d'un vif débat au sujet de la censure cinématographique. Plusieurs ministres réaffirment que les abus doivent être réprimés et invitent la presse, les professionnels à faire la chasse aux dérives. En réponse, le directeur du centre national de la cinématographie, André Astoux, déclare refuser jouer le rôle de censeur quand, en même temps, il est chargé de stimuler la production cinématographique.

## Principaux films de l'année
- Anne des mille jours (Anne of a Thousand Days) de Charles Jarrott avec Richard Burton et Geneviève Bujold
- Au service secret de sa Majesté, de Peter Hunt avec George Lazenby
- Easy Rider de Dennis Hopper
- Il était une fois dans l’Ouest (C’era una volta il West) de Sergio Leone, sorti en France le 27 août
- L'Armée des ombres de Jean-Pierre Melville, sorti en France le 12 septembre
- La Piscine de Jacques Deray, sorti en France le 31 janvier
- La Sirène du Mississipi de François Truffaut
- Le Chagrin et la Pitié, documentaire de Marcel Ophüls (sortie en 1971)
- Les Damnés de Luchino Visconti
- Les Hors-la-loi, film algérien de Tewfik Farès
- Macadam Cowboy (Midnight Cowboy) de John Schlesinger
- Ma nuit chez Maud d’Éric Rohmer
- Mon oncle Benjamin d'Édouard Molinaro
- Que la bête meure de Claude Chabrol
- Satyricon de Federico Fellini, sorti le 1er septembre
- Waterloo de Sergueï Bondartchouk avec Orson Welles
- Yellow Submarine, dessin animé de George Dunning basé sur la musique des Beatles
- Z de Costa-Gavras, sorti en France le 26 février
- Butch Cassidy et le Kid de George Roy Hill
- Cent Dollars pour un shérif  (True grit) de Henry Hathaway
- L'Étau d'Alfred Hitchcock
- Voir aussi : Catégorie:Film sorti en 1969

## Festivals

### Cannes
- Palme d'or : If.... de Lindsay Anderson.
- Prix de la mise en scène : ex æquo, Glauber Rocha pour Antonio das Mortes (Santo guerrero contro o dragao da maldade) et Vojtech Jasny pour Chronique morave (Vsichni dobri rodaci).
- Grand Prix Spécial du Jury : Les Troubles d'Adalen (Adalen 31) de Bo Widerberg
- Prix de la Critique Internationale : Andreï Roublev d'Andreï Tarkovski
- Prix d'interprétation féminine : Vanessa Redgrave dans Isadora de Karel Reisz
- Prix d'interprétation masculine : Jean-Louis Trintignant dans Z de Costa-Gavras
- Palme du court métrage : Les Chants de la Renaissance (Cîntecele Renasterii) de Mirel Iliesu

### Autres festivals
- Festival international du film de Berlin : L'Ours d'or du meilleur film est attribué à Travaux précoces (Rani Radovi) de Želimir Žilnik.
- Mostra de Venise : pas de compétition pour cette année.

## Récompenses

### Oscars
- Meilleur film : Macadam Cowboy (Midnight Cowboy) de John Schlesinger
- Meilleur réalisateur : John Schlesinger pour Macadam Cowboy (Midnight Cowboy)
- Meilleure actrice : Maggie Smith dans Les Belles années de Miss Brodie (The Prime of Miss Jean Brodie) de Ronald Neame
- Meilleur acteur : John Wayne dans Cent dollars pour un shérif (True Grit) d'Henry Hathaway.
- Meilleur film en langue étrangère : Z de Costa-Gavras

### Autres récompenses
- Prix Louis-Delluc : Les Choses de la vie de Claude Sautet
- Prix Jean-Vigo : L'Enfance nue de Maurice Pialat
- Golden Globes : Le Lion en hiver (The Lion in Winter) d'Anthony Harvey (Meilleur film dramatique) ; Oliver ! de Carol Reed (Meilleure comédie) ; Guerre et Paix (Voyna i mir) de Serge Bondartchouk (Meilleur film en langue étrangère)

## Box-Office
- France :

1. Il était une fois dans l'Ouest (C'era una volta il West) de Sergio Leone
2. Le Cerveau de Gérard Oury : 5 547 000 entrées
3. Le Clan des Siciliens d'Henri Verneuil
4. Z de Costa-Gavras
5. Hibernatus d'Édouard Molinaro : 3 366 000 entrées

- États-Unis :

1. Butch Cassidy et le Kid (Butch Cassidy and the Sundance Kid) de George Roy Hill
2. Un amour de Coccinelle (Love Bug) de Robert Stevenson
3. Macadam Cowboy (Midnight cowboy) de John Schlesinger
4. Easy Rider de Dennis Hopper
5. Hello, Dolly ! de Gene Kelly

## Principales naissances
- 6 janvier : Norman Reedus
- 18 janvier : Dave Bautista
- 11 février : Jennifer Aniston
- 12 février : Darren Aronofsky
- 1er mars : Javier Bardem
- 3 mars : Monique Nolte
- 11 mars : Terrence Howard
- 28 mars : Brett Ratner
- 3 avril : Clotilde Courau
- 6 avril : Paul Rudd
- 25 avril : Renée Zellweger
- 1er mai : Wes Anderson
- 14 mai : Cate Blanchett
- 19 mai : Thomas Vinterberg
- 11 juin : Peter Dinklage
- 13 juin : Virginie Despentes
- 13 juillet : Ken Jeong
- 17 juillet : Jason Clarke
- 24 juillet : Jennifer Lopez
- 18 août : Edward Norton
- 18 août : Christian Slater
- 28 août : Jack Black
- 25 septembre : Catherine Zeta-Jones
- 1er octobre : Zach Galifianakis
- 15 octobre : Dominic West
- 4 novembre : Matthew McConaughey
- 13 novembre : Gerard Butler
- 21 décembre : Julie Delpy

date non-précisée :
- Gregor Narholz
- Julio D. Wallovits

## Principaux décès
- 2 février : Boris Karloff, acteur britannique
- 20 février : Henry Deutschmeister, producteur
- 2 avril : Fortunio Bonanova, acteur américain d'origine espagnole
- 8 juin : Robert Taylor, acteur américain
- 22 juin : Judy Garland, actrice américaine
- 5 juillet : Jacques Berlioz, acteur français
- 7 août : Joseph Kosma, compositeur français d'origine hongroise
- 9 août : Sharon Tate, actrice américaine
- 18 août : Mildred Davis, actrice américaine
- 19 août : Rex Ingram, acteur
- 15 octobre : Rod La Rocque, acteur
- 22 décembre : Josef von Sternberg, réalisateur américain d'origine autrichienne